# Estadi São Januário
L'Estadi Vasco da Gama, també conegut com Estadi São Januário, és un estadi de futbol de la ciutat de Rio de Janeiro, Brasil. És la seu del club CR Vasco da Gama. És localitzat al barri de Vasco da Gama, en un turó proper a l'Observatori Nacional del Brasil. A causa de la seva localització, el club també és anomenat Gigante da Colina (Gegant del Turó). La seva capacitat és per a 21.880 espectadors asseguts. El rècord d'espectadors va ser de 40.209 en el partit Vasco da Gama 0–2 Londrina el 19 de febrer de 1978.
L'estadi va ser inaugurat el 21 d'abril de 1927 i fou l'estadi més gran d'Amèrica fins a la inauguració de l'Estadio Centenario de Montevideo l'any 1930. Posteriorment es van construir els estadis de Pacaembu (1940) a São Paulo, que es convertí en el més gran del Brasil i, el 1950, el de Maracanã, que el superà en capacitat a la mateixa ciutat de Rio de Janeiro.